# Pauridiantha siderophila
Pauridiantha siderophila là một loài thực vật có hoa trong họ Thiến thảo. Loài này được N.Hallé mô tả khoa học đầu tiên năm 1966.